# Parascidia areolata
Parascidia areolata är en sjöpungsart som beskrevs av author unknown. Parascidia areolata ingår i släktet Parascidia och familjen klumpsjöpungar. Inga underarter finns listade i Catalogue of Life.